# Вахолков Генадій Іванович
Генадій Іванович Вахолков (рос. Геннадий Иванович Вахолков; 7 грудня 1900, Шава — 11 березня 1956) — радянський офіцер, Герой Радянського Союзу.

## Біографія
Народився 7 грудня 1900 року в селі Шаві (нині Кстовського району Нижньогородської області) в сім'ї селянина. Росіянин. Закінчив сім класів школи села Кадниці. Працював рахівником на складах пароплавства в Нижньому Новгороді.

### Служба в армії
У 1919 році добровольцем пішов до Червоної Армії. У тому ж році закінчив Нижньогородські піхотні курси червоних командирів і отримав призначення на Південно-Східний фронт, але по дорозі захворів на висипний тиф і потрапив в госпіталь. За одужання служив на командних посадах у 21-му запасному полку.
З червня 1920 року продовжив службу у військах Всеросійської надзвичайної комісії. На посаді командира взводу 91-го окремого батальйону Західного сектора військ Внутрішньої охорони (місто Вітебськ) брав участь в боротьбі з бандитизмом. У складі Окремою дивізії військ ВЧК брав участь в боях на польському фронті і в ліквідації на Волині загонів Булак-Булаховича. У 1921 році в ступив в РКП(б). У 1922–1924 роках — на командних посадах в окремій роті 5-го конвойного полку військ ГПУ-ОДПУ у Кременчуку.
Служив в прикордонних військах. У 1924–1927 роках — начальник прикордонної застави 25-го Молдавського прикордонного загону військ ОДПУ. У 1929 році закінчив Вищу прикордонну школу військ ОДПУ і отримав призначення в Середню Азію. У 1929–1933 роках — начальник прикордонної застави, помічник коменданта прикордонної ділянки і помічник начальника прикордонного загону. Брав участь у бойових зіткненнях з басмачами і збройними бандами контрабандистів.
У подальшому — на відповідальних командних і штабних посадах в частинах внутрішніх військ. У 1939 році закінчив школу удосконалення комскладу прикордонної та внутрішньої охорони НКВС СРСР. У 1942 році майор Вахолков був помічником начальника штабу 33-ї дивізії військ НКВС СРСР з охорони залізничних споруд в місті Куйбишеві (нині — Самара). З осені 1942 року — працівник штабу Сибірської дивізії військ НКВС СРСР Окремої армії військ НКВС СРСР.

#### Німецько-радянська війна
У діючій армії з 15 лютого 1943 року. У складі 140-ї стрілецької дивізії брав участь в боях на Центральному фронті. У червні 1943 року призначений начальником штабу 30-го стрілецького полку Хасанського полку 102-ї стрілецької Далекосхідної дивізії, а з квітня 1944 року — командиром 40-го стрілецького Амурського полку (102-та стрілецька дивізія, 48-а армія, 1-й Білоруський фронт). З цим полком пройшов до кінця війни. Воював на Центральному, 1-му, 2-му і 3-му Білоруських фронтах. Особливо відзначився при визволенні Білорусі влітку 1944 року.
24 червня 1944 року 40-й стрілецький Амурський полк підполковника Вахолкова стрімко форсував річку Друть біля міста Рогачова Гомельської області. Раптовим лобовим ударом прорвав довготривалу глибоко ешелоновану оборону противника, звернувши останнього у втечу. Форсував річки Добосну і Олу, чим сприяв виконанню бойового завдання, що стояло перед дивізією в цілому. Сам підполковник Г. І. Вахолков в цей час знаходився в бойових порядках, грамотно і ефективно керуючи полком по розгрому протидіючого угруповання противника.
Указом Президії Верховної Ради СРСР від 24 березня 1945 року за зразкове виконання завдань командування і проявлені мужність і героїзм у боях з німецько-фашистськими загарбниками підполковнику Вахолкову Генадію Івановичу присвоєно звання Героя Радянського Союзу з врученням ордена Леніна і медалі «Золота Зірка» (№ 6103) .
У наступних боях був двічі контужений, але після короткого лікування в госпіталях знову повертався в стрій. Брав участь у розгромі гітлерівців у Східній Пруссії.

#### Повоєнні роки
Після війни продовжив службу в Радянській Армії. У 1947–1950 роках очолював військовий комісаріат Південно-Казахстанської області Казахської РСР. У 1950–1955 роках був військовим комісаром Таджицької РСР. В цей же період обирався депутатом Верховної Ради республіки.

### У відставці

Могила Генадія Вахолкова

З 1955 полковник Вахолков — у відставці. Жив і працював у Києві. Раптово помер 11 березня 1956 року. Похований на Лук'янівському військовому кладовищі в Києві (ділянка № 3).

## Нагороди
Нагороджений орденом Леніна, трьома орденами Червоного Прапора, орденом Кутузова 3-го ступеня, Вітчизняної війни 1-го ступеня, медалями.

## Вшанування пам'яті
У військовій частині прикордонних військ, де колись служив Генадій Вахолков, в музеї бойової слави встановлено його бюст. Там же експонуються його численні ордени і медалі.